# Serviceværdikæden
Serviceværdikæden (dansk oversættelse af The Service Profit Chain) er en teori og model for de sammenhænge, der fører til vækst og overskud i servicevirksomheder.
Teorien kan sammenfattes som en årsagskæde, der går ud på, at profit og vækst grundlæggende afhænger af virksomhedens interne kvalitet og værdiskabelse for egne medarbejdere. Præmissen er, at tilfredse og loyale medarbejdere skaber tilfredse og loyale kunder. Overskud og vækst i en virksomhed er sidste trin på en længere trappe, og for at influere det øverste trin (overskud), skal man i starte i bunden af trappen, som er virksomhedens interne kvalitet. Årsagskæden består af seks trin:
- Overskud og vækst – For de fleste virksomheder er formålet at skabe overskud og vækst.
- Kundeloyalitet – Servicevirksomheder med overskud og vækst er kendetegnet ved at have mange loyale kunder.
- Kundetilfredshed – Loyale kunder er et resultat af tilfredse kunder.
- Værdi – Tilfredshed er et resultat af virksomhedens evne til at skabe værdi – for kunden.
- Medarbejderloyalitet – Værdi i en virksomhed bliver primært skabt af loyale medarbejdere.
- Medarbejderproduktivitet – Tilfredse og loyale medarbejdere er mere produktive.
- Medarbejdertilfredshed – Medarbejderloyalitet er drevet af medarbejdertilfredshed.
- Intern kvalitet – Tilfredshed er drevet af en række parametre, der kan opsummeres under begrebet ‘intern kvalitet’.

## Teorien udviklet af amerikanske forskere
Teorien er udviklet af en gruppe forskere – bl.a. James Heskett og Leonard Schlesinger fra Harvard University i midten af 1990‘erne, som også har dokumenteret teorien i bogen The Service Profit Chain – How Leading Companies Link Profit and Growth To Loyalty, Satisfaction and Value. Teorien er sammenfattet i artiklen Putting the Profit Chain to work.

## Eksterne links
- Om forfatterne James Heskett Arkiveret 10. august 2009 hos  Wayback Machine og Leon Schlesinger Arkiveret 27. maj 2009 hos  Wayback Machine
- Artiklen Putting the ServiceProfit Chain to Work Arkiveret 24. august 2009 hos  Wayback Machine
- Bogen: Bazarens Bedste Bod - Implementering af Service Værdikæden i service virksomheder